# 小林町 (名古屋市)
小林町（こばやしちょう）は、愛知県名古屋市中区の地名。

## 歴史

### 沿革
- 1878年（明治11年）12月20日 - 上前津町の一部により、小林町として成立[1]。
- 1889年（明治22年）10月1日 - 名古屋市成立に伴い、同市小林町となる[4]。
- 1908年（明治41年）4月1日 - 中区成立に伴い、同区小林町となる[1]。
- 1912年（大正元年）8月 - 知多郡旭村に本店を置く新舞子土地株式会社の名古屋支店が設置される[5]。
- 1938年（昭和13年）3月15日 - 一部が南大津通に編入される[1]。
- 1969年（昭和44年）10月21日 - 住居表示実施に伴い、大須三丁目および同四丁目に編入され消滅[1]。